# Espieilh
Espieilh ist eine französische Gemeinde mit 25 Einwohnern (Stand 1. Januar 2022) im Département Hautes-Pyrénées in der Region Okzitanien (vor 2016: Midi-Pyrénées). Sie gehört zum Arrondissement Bagnères-de-Bigorre und zum Kanton La Vallée de l’Arros et des Baïses.
Die Einwohner werden Espieilhois und Espieilhoises genannt.

## Geographie
Espieilh liegt i den Pyrenäen, circa acht Kilometer östlich von Bagnères-de-Bigorre in der historischen Vizegrafschaft Nébouzan.
Umgeben wird Espieilh von den drei Nachbargemeinden:
| Bettes    |                                             | Bourg-de-Bigorre |
|           | Kompassrose, die auf Nachbargemeinden zeigt |                  |
| Esconnets |                                             |                  |

## Einwohnerentwicklung

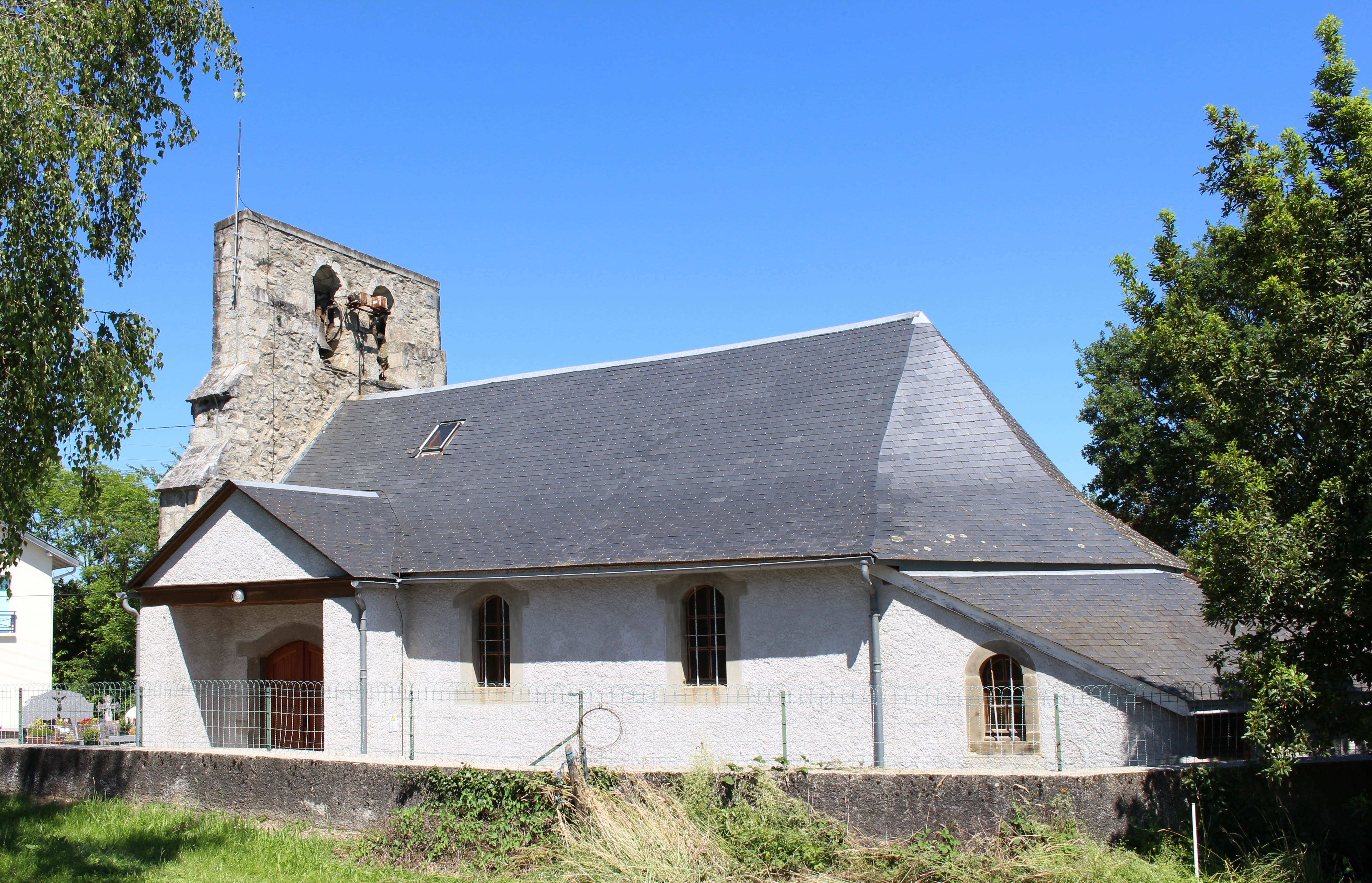
Pfarrkirche Saint-Martin

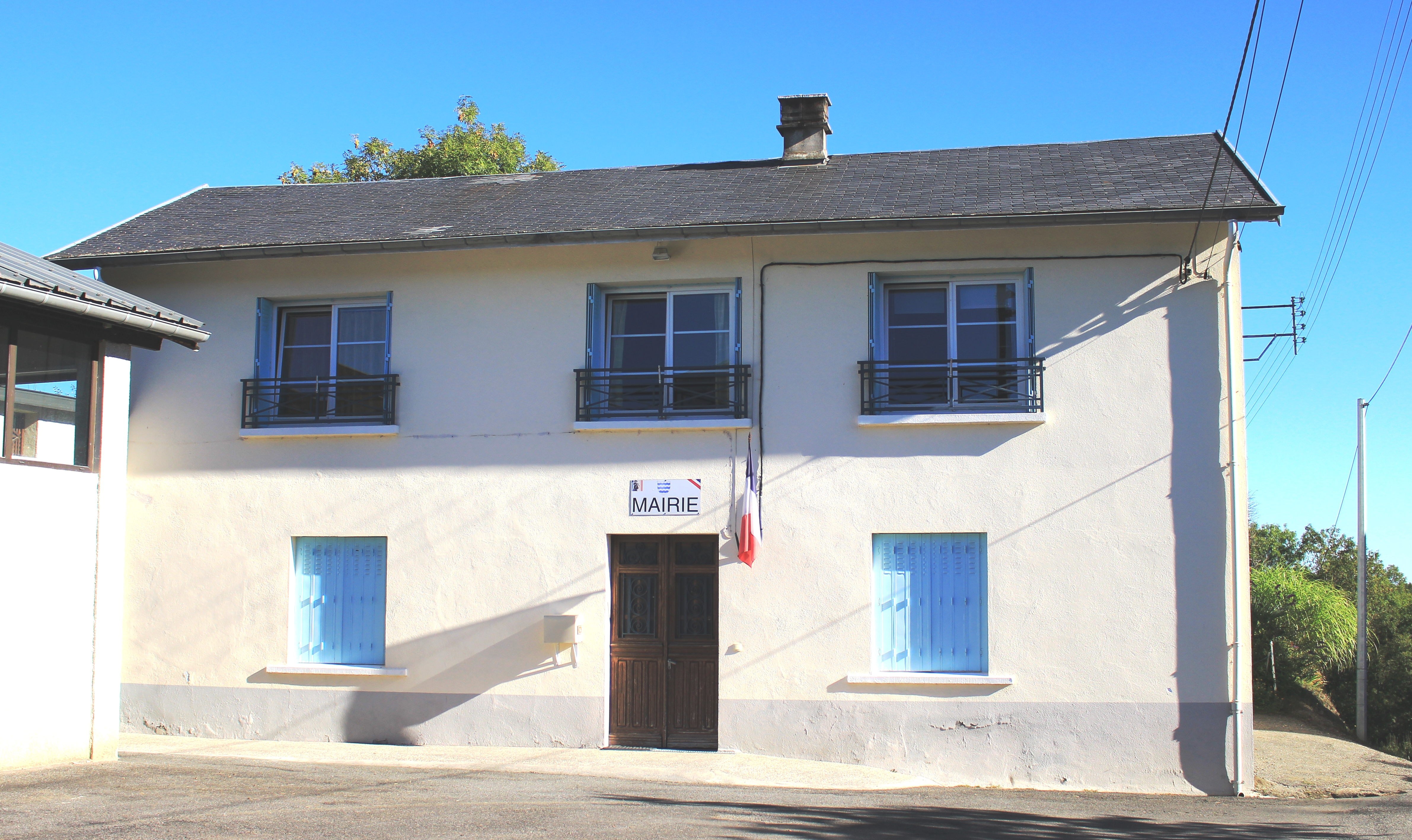
Rathaus (mairie)

Nach Beginn der Aufzeichnungen stieg die Einwohnerzahl bis zur Mitte des 19. Jahrhunderts auf einen Höchststand von 150. In der Folgezeit sank die Größe der Gemeinde bei zwischenzeitlichen Erholungsphasen bis heute.
| Jahr      | 1962 | 1968 | 1975 | 1982 | 1990 | 1999 | 2006 | 2011 | 2022 |
| --------- | ---- | ---- | ---- | ---- | ---- | ---- | ---- | ---- | ---- |
| Einwohner | 70   | 69   | 51   | 51   | 44   | 45   | 36   | 30   | 25   |

## Sehenswürdigkeiten
- Pfarrkirche Saint-Martin

## Wirtschaft und Infrastruktur
Espieilh liegt in den Zonen AOC der Schweinerasse Porc noir de Bigorre und des Schinkens Jambon noir de Bigorre.

### Verkehr
Espieilh ist über die Routes départementales 84, 484 und 684 erreichbar.